# Слатински пелин
Слатински пелин (лат. Artemisia santonicum) вишегодишња је полужбунаста биљка која спада у породицу главочика (лат. Asteraceae). Расте на заслањеном земљишту и типичан је представник слатинских заједница. У Србији расте само у Војводини.

## Опис
Слатински пелин је вишегодишња, полужбунаста биљка, од 20 до 60 центиметара висока. Надземни ризом је са бусенастом лисном розетом, без изданака. Стабљика је метличасто граната, бело пустенасто длакава, устајућа или усправна.
Листови су бело пустенасто длакави, каткад оголе; у доњем делу стабљике листови су са кратким дршкама, ове при основи увасте, перасто дељени; листови који подупиру главице су линеарни, недељени.
Главице су 2—3 милиметра у пречнику, са врело кратким дршкама или седеће, многобројне, усправне или висеће у метличастим цвастима. Листићи инволукрума су неједнаки, издужени; спољашњи листићи су зељасти, често пустенасто длакави; унутрашњи листићи су најчешће сви двополни (ретко у средини женски цветови). Ободни цветови имају краће круничне цеви и јако стрчеће стубићиме, плодни. Унутрашњи цветови су најчешће стерилни. Биљка цвета од августа до октобра.

## Варијабилност врсте
- — стабљика мање више од 20 до 40 (50) центиметара висока, зељаста. Стално је снежнобело пустенасто длакава. Листови мање више од 2 до 4 центиметра дугачки, у пределу цвасти су најчешће недељени. Главице су усправне, са изузетком највише са дршкама; гранчице су најчешће савијене. Биљка цвета од августа до октобра.
- — стабљика скоро оголи, смеђаста. Листови су мање више од 1 до 3 центиметра дугачки, у доњем делу стабљике листови се осуше у време цветања. Гране, гранчице и дршке главица су усправне. Главице су најчешће седеће, мање више са јајастим листићима инволукрума. Биљка цвета од септембра до октобра.

- Слатински пелин
- Слатински пелин - хабитус
- Поље слатинског пелина

## Распрострањеност
Врста насељава Европу (углавном западна, средња и јужна), јужни део европског дела некадашњег СССР-а, арало-каспијску област, средњу Азију до Трансбајкала и Монголије. Евроазијски је флорни елемент.

## Станиште
Биљка је природних слатинских степа, халофила: не само да подноси већ и преферира заслањеност. Слатински пелин је у Европи угрожена биљка, због сужавања правих слатина на којима су опстали специфични услови којима се прилагодила: периодична поплављеност и летње "цветање соли" током исушења.

## Статус заштите
Према Правилнику о проглашењу и заштити строго заштићених и заштићених дивљих врста биљака, животиња и гљива налази се у: Прилогу II Заштићене дивље врсте биљака, животиња и гљива.